# Al Rowaiyah
Al Rowaiyah (in arabo الروية‎?),  o anche Al Ruwayyah, è una comunità dell'Emirato di Dubai, negli Emirati Arabi Uniti. Amministrativamente fa parte del Settore 8 e si trova nella zona nord-orientale di Dubai.

## Territorio
Il territorio della comunità occupa una superficie di 25 km² nella parte nord-orientale di Dubai.
L'area è delimitata a est dalla Dubai-Hatta Road (E 44), a sud da Mereiyeel, a sud-ovest da Umm Al Daman, a ovest dalla Dubai-Al Ain Road (E 66) e a nord da Sheikh Zayed Bin Hamdan Al Nahyan Street (D 54).

Il quartiere è diviso in tre sottocomunità:
- Al Rowaiyah First (codice comunità 812), nella zona occidentale;
- Al Rowaiyah Second (codice comunità 813), nella zona sud occidentale;
- Al Rowaiyah Third (codice comunità 814), nella zone orientale.

Al Rowaiyah First
- De Montfort University Dubai
- BITS Pinali Dubai
- University of Birmingham Dubai
- Manipal University Dubai
- Institute of Management Technology
- Amity University Dubai
- Il complesso residenziale Al Shaiba
- Dubai Outsource Zone Headquarters
- Emirates Aviation University
- University of Dubai

Al Rowaiyah Second
- Al Ghurair University
- Sheikh Rashid Bin Saeed Islamic Institute
- HCT Dubai Men’s College
- German International School Dubai
- Dubai English Speaking College
- Delhi Public School Academy
- Hamdan Bin Mohammed Smart University
- Lycée Français International Georges Pompidou
- Zayed University
- International Centre for Biosaline Agriculture

Al Rowaiyah Third
- Club di calcio Shabab Al Ahli
- Al Amal Psychiatric Hospital

La parte meridionale di Al Rowaiyah al confine con Mereiyeel è attraversata dalla Etihad Rail, che collega l'Arabia Saudita con Fujaira nel Golfo dell'Oman.
L'area non è attualmente servita dalla metropolitana di Dubai, tuttavia sono presenti linee di autobus che attraversano il territorio. L'autobus 320 percorre Sheikh Mohammed Bin Zayed Road (E 311) e collega Dubai Outsource City con la stazione della metropolitana di Centrepoint sulla Linea Rossa. L'autobus 50 percorre Dubai-Al Ain Road (E 66) e collega Dragon Mart con Business Bay. Anche l'autobus 36B percorre Sheikh Mohammed Bin Zayed Road (E 311) e collega Dubai Silicon Oasis con la stazione della metropolitana di E& sulla Linea Verde. Anche l'autobus X25 percorre Dubai-Al Ain Road (E 66) e collega Dubai Outsource City con Al Karama.